# Pseudomicrargus
Pseudomicrargus és un gènere d'aranyes araneomorfes de la subfamília Erigoninae, dins de la família Linyphiidae . Es poden trobar al Japó.
Fou descrit per primera vegada per Kiril Ieskov l'any 1992.

## Llista d'espècies
Segons The World Spider Catalog 12.0:
- Pseudomicrargus acuitegulatus (Oi, 1960) (Espècie tipus)
- Pseudomicrargus asakawaensis (Oi, 1964)
- Pseudomicrargus latitegulatus (Oi, 1960)